# Филипо де Медичи
Вижте пояснителната страница за други личности с името Филипо де Медичи.
Филѝпо де Мèдичи (на италиански: Filippo de' Medici) или дон Филипино (Don Filippino; * 20 май 1577, Флоренция, Велико херцогство на Тоскана; † 29 март 1582, пак там), е наследник на Велико херцогство на Тоскана, велик принц на Тоскана.

## Произход
Той е седмото дете и единствен законен син на великия херцог на Тоскана Франческо I де Медичи (*1549, † 1587) и на първата му съпруга ерцхерцогиня Йохана Австрийска (* 1547, † 1578). По бащина линия нейни дядо и баба са Козимо I де Медичи, първи Велик херцог на Тоскана, и Елеонора ди Толедо, аристократка от Дом Алварес де Толедо, свързан с кралете на Испания, а по майчина – император Фердинанд I и Анна Ягелонина, последната представителка на Дом Ягелон, който управлява кралствата Бохемия и Унгария. Има шест сестри:
- Елеонора (* 1566 † 1611), херцогиня на Мантуа и Монферат като съпруга на Винченцо I Гондзага
- Ромола († 1568)
- Анна (* 1569, † 1584)
- Изабела (* 1571, † 1572)
- Лукреция (* 1572, † 1574)
- Мария (* 1573, † 1642), кралица на Франция като съпруга на Анри IV, крал на Франция, и майка на крал Луи XIII

Има и един полубрат от страна на баща си.

## Биография
Принц Филипо е роден след тринадесет години брак на родителите му и след шест дъщери, четири от които умират в ранна детска възраст. Оцеляват само Елеонора, бъдещата херцогиня на Мантуа и Монферат, и Мария, бъдещата кралица на Франция. Една година преди раждането на принца любовницата на Великия херцог Бианка Капело му ражда син – Антонио, който обаче е узаконен едва през 1583 г. Така принц Филипо е единственият законен син на Франческо I по онова време. Раждането на законния престолонаследник в двора във Флоренция е посрещнато с голяма радост. При кръщението той е кръстен Филипо в чест на неговия кръстник Филип II, крал на Испания. Година след раждането му майка му умира.
Дон Филипино, както го наричат в двора, е в лошо здраве от рождение. Умира във Флоренция на почти 5-годишна възраст и е погребан в Параклисите на Медичите в базиликата „Сан Лоренцо“, до гроба на майка си. По повод на смъртта му поетът Антон Франческо Грацини, наречен Ласка, написва епитафия. Има версия, че той е детето е било отровено по нареждане на любовницата на баща му. Веднага след смъртта му Великият херцог легитимира извънбрачния си син Антонио.
Гробницата на принца е повредена при наводнение през 1966 г. По време на ексхумацията, извършена през 2004 г., тленните му останки получават работното заглавие „Дете в червен костюм“ по червените копринени дрехи, в които е погребан. Анализът на показва, че принцът е страдал от рахит и лека форма на хидроцефалия.

## В изкуството
Галерия „Уфици“ във Флоренция съхранява портрет на принц Филипо, дело на Джовани Бицели през 1586 г. На него художникът изобразява момчето до майка си, въпреки че по онова време тя вече е мъртва.
Има и картина с Филипо от неизвестен художник от Флорентинската школа, която се съхранява в Галерия „Давид Кьойцер“ в Цюрих.
Единственият приживе портрет на дон Филипино, който Алесандро Алори споменава в мемоарите си, е изписан от него през юни – ноември 1581 г. по поръчка на агента на дон Пиетро – чичо на малкия принц, който живее в Кралство Испания. Някои изследователи смятат, че дон Пиетро е подарил този портрет на крал Филип II, кръстник на Филипо.